# Hypolimnas unialba
Hypolimnas unialba är en fjärilsart som beskrevs av Gustaaf Hulstaert 1923. Hypolimnas unialba ingår i släktet Hypolimnas och familjen praktfjärilar. Inga underarter finns listade i Catalogue of Life.